# 独立歩兵第364大隊 (日本軍)
独立歩兵第364大隊（どくりつほへいだい364だいたい、独立歩兵第三六四大隊）は、大日本帝国陸軍の独立歩兵大隊の一つ。

## 概要
昭和19年6月に大阪師管区で仮編成され、7月、独立混成第55旅団の一大隊としてルソン島で編成完結した。セブ島に進出後、10月にレイテ島の戦いに参加し、米軍と交戦して玉砕した。

## 沿革

### 大隊の編成
昭和19年7月3日、フィリピン方面の兵力を増強するために、内地からマニラに向けて多数の仮編部隊が派遣された。これらの部隊は海没被害を出しつつ、同15日にマニラに到着した。7月23日、これら仮編部隊の一部を基に、南部フィリピンのスールー諸島方面の防衛を担当する独立混成第55旅団が編成された。独立歩兵第364大隊は、同旅団の一大隊として大阪師管区の将兵により編成され、大隊長には坪川精作大尉が任命された。大隊はしばらく中部ルソンのカバナツアンに駐屯した後、マニラに移動した。

### セブ島での滞留
9月6日、独立混成第55旅団主力（独立歩兵第363大隊、第365大隊基幹）は輸送船慶安丸に乗船し、スールー諸島のホロ島を目指してマニラ港を出港した。しかし同12日、慶安丸はセブ島東方海上で敵戦爆連合編隊の急襲を受けて撃沈され、将兵は泳いでセブ島リロアン海岸に上陸した。同時期、第364大隊もセブ島に進出したが、同島で滞留中に空襲を受けて損耗した。
一方、セブ島の第35軍司令部は、9月8日に作戦計画を更改し、南部フィリピンのダバオ、サランガニ、タクロバン、ザンボアンガに配備の重点を置くこととした。その一環として第364大隊は、ホロ島に向かう旅団主力から分離し、ミンダナオ島ザンボアンガに転進予定の独立混成第54旅団に配属されて、同島北部のミサミス地峡に進出することになった。大隊はミンダナオ島に渡る船便を待ったが、船舶の都合がつかず、そのまま10月下旬までセブ島で待機し続けた。

### レイテ島への進出
10月20日、米軍がレイテ島東岸のタクロバン、ドラグ付近に上陸を開始した。これを受けて第35軍は、24日にドラグ会戦計画を策定した。この計画の中で第364大隊は、第102師団長の指揮の下で、独立歩兵第169、171、172大隊とともにレイテ島オルモックに上陸し、速やかにダガミに進出することとされた（のち、第172大隊はレイテ派遣中止）。第364大隊は25日にセブ島を出発し、同日、オルモックに１個中隊半が辿り着いたが、ここで敵の空襲を受けて坪川大隊長が戦死した。第35軍は野尻興大尉を後任の大隊長に充て、中央部は30日付でこれを発令した。
その後、第364大隊はセブ島から続いて来着する将兵を待ち、11月上旬にオルモック集結を完了した。その過程で第35軍は、南方への警戒のため、10月30日に第364大隊の1個小隊をオルモック南方50kmのバイバイに派遣した。また、11月2日に米第7師団の先鋒がバイバイに進出したため、同7日、オルモックにいた第364大隊の1個中隊をひとまず南下させたが、同中隊は米第32連隊第2大隊の待ち伏せ攻撃に遭い、多大な損害を出した。

### ピナ山方面での激戦と転進
11月18日未明、第102師団長の福栄真平中将がオルモックに到着し、第364大隊の残る2個中隊を率いて北進した。そして同19日未明に第1師団長の片岡董中将と連絡した後、20日にリモン峠南東のピナ山付近に進出した。この頃、歩兵第41連隊（残存兵力約600名）の第1大隊がピナ山に、第2大隊がピナ山北方の716高地に、第102師団の独立歩兵第171大隊が716高地北方の517高地に、独立歩兵第169大隊がピナ山東方の582高地に布陣し、それぞれ米軍と交戦していたが、米第1騎兵師団の騎兵第12連隊が第171大隊と歩兵第41連隊を撃破し、716高地を占領するに至った。このため29日、福栄中将は第364大隊の1個中隊をピナ山から前進させ、716高地を奪回させた。しかし米軍は12月1日から反撃を行い、同3日に野尻大隊長が戦死し、716高地も再び奪回された。
その後、リモン峠方面の戦況が破断界に達したため、福栄中将指揮下の部隊も西へ向かって退却を始めた。12月23日夜、第一次部隊（独立歩兵第169、364大隊）と第二次部隊（歩兵第41連隊、独立歩兵第171大隊）に分かれてピナ山を出発し、24日夜にリボンガオ－カナンガ間の公道を突破、29日にカンギポット山付近を通過し、30～31日にバリティ海岸に到達した。その後、昭和20年1月5日に、福栄中将は第169大隊の一部を伴い、バリティから無断でセブ島に脱出したが、第364大隊はこれに同行していない。福栄中将が率いていた第169大隊の残部、第171大隊、その他の部隊は、軍司令部付の金田長雄大佐（事前補充の連隊長要員）が率い、カンギポット山付近で自活を行うこととなり、第364大隊もこれらの部隊と行動を共にしたと考えられるが、その後の大隊の消息については記録がなく、大隊の最期の模様は分かっていない。

## 大隊の編制等
- 編制：本部、歩兵4個中隊、銃砲隊、作業隊
- 装備：迫撃砲1門、機関銃8挺、軽機関銃24挺、重擲弾筒12挺[18]

## 歴代大隊長
- 坪川精作 大尉（少候16期[19]）：1944年（昭和19年）6月 – 1944年10月25日
- 野尻興 大尉（陸士54期[20]）：1944年（昭和19年）10月30日 – 1944年12月3日